# ساتورنينو أوسوريو
ساتورنينو أوسوريو (بالإسبانية: Saturnino Osorio)‏ هو لاعب كرة قدم سلفادوري في مركز ظهير ‏، ولد في 6 يناير 1945 في السلفادور، وتوفي في 1980 في Mejicanos ‏ في السلفادور. شارك مع منتخب السلفادور لكرة القدم. أما مع النوادي، فقد لعب مع نادي أكويلا.

## وصلات خارجية
- ساتورنينو أوسوريو على موقع الاتحاد الدولي (مؤرشف)  (الإنجليزية)
- ساتورنينو أوسوريو على موقع قاعدة بيانات كرة القدم.إي يو (الإنجليزية)
- ساتورنينو أوسوريو على موقع ناشيونال فوتبول تيمز (الإنجليزية)
- ساتورنينو أوسوريو على موقع Soccerway.com (الإنجليزية)
- ساتورنينو أوسوريو على موقع عالم كرة القدم.نت (الإنجليزية)